# Publi Licini Cras (cònsol 171 aC)
Publi Licini Cras (en llatí: Publius Licinius C. f. P. n. Crassus) va ser un magistrat romà del segle ii aC. Formava part de la gens Licínia, d'ascendència plebea, i pertanyia a la branca dels Licini Cras.
L'any 176 aC va ser nomenat pretor, i va al·legar que havia de fer un sacrifici solemne com a excusa per no anar immediatament a la seva província, la Hispània Citerior. L'any 171 aC va ser cònsol i va dirigir les forces contra el rei Perseu de Macedònia. Va avançar cap a l'Epir i Tessàlia, però va ser derrotat pel rei en un combat de cavalleria a la batalla de Cal·linic. Durant el seu comandament va oprimir els atenesos amb excessives demandes de gra per les tropes, i per això el van acusar davant el senat.